# Космос-1069
Космос-1069 је један од преко 2400 совјетских вјештачких сателита лансираних у оквиру програма Космос.
Космос-1069 је лансиран са космодрома Плесецк, СССР, 28. децембра 1978. Ракета-носач Р-7 Семјорка (рус. Семёрка) (8К71, НАТО ознака SS-6 Sapwood) са додатим степеном је поставила сателит у орбиту око планете Земље. Маса сателита при лансирању је износила 5500 килограма. Космос-1069 је био осматрачки сателит.